# کیریل میلانوف
کیریل میلانوف (بلغاری: Кирил Миланов؛ ۱۷ سپتامبر ۱۹۴۸ – ۲۵ ژانویهٔ ۲۰۱۱) بازیکن فوتبال اهل بلغارستان بود.
از باشگاه‌هایی که در آن بازی کرده‌است می‌توان به باشگاه فوتبال لفسکی صوفیه اشاره کرد.
وی همچنین در تیم ملی فوتبال بلغارستان بازی کرده‌است.